# Hoya stoneana
Hoya stoneana är en oleanderväxtart som beskrevs av Kloppenb. och Siar. Hoya stoneana ingår i släktet Hoya och familjen oleanderväxter. Inga underarter finns listade i Catalogue of Life.